# Odontocarya dielsiana
Odontocarya dielsiana är en tvåhjärtbladig växtart som först beskrevs av Friedrich Ludwig Diels, och fick sitt nu gällande namn av Rupert Charles Barneby. Odontocarya dielsiana ingår i släktet Odontocarya och familjen Menispermaceae. Inga underarter finns listade i Catalogue of Life.